# System LTI
System LTI, czyli  system liniowy niezmienniczy w czasie – system, który jest liniowy ze względu na wszystkie swoje argumenty (czyli elementy) w dowolnej chwili czasu.

## Wstęp

### Interpretacja pojęcia sygnału
Sygnał to w najprostszym rozumieniu zapis pewnej wielkości fizycznej. Jest on zależny od czasu, ponieważ z czasem badane zjawisko może ulegać różnym, badanym zmianom. Można wyobrażać sobie sygnał przykładowo jako pewnego rodzaju funkcję postaci {\displaystyle x(t).} Jednak w analizie danych nie dysponuje się wartościami takiej funkcji dla każdego i dowolnego czasu {\displaystyle t.} Fizycznie można bowiem zmierzyć pewną wielkość {\displaystyle x} tylko dla skończonej liczby czasów – przykładowo dla {\displaystyle t=2} s zmierzono {\displaystyle x=0{,}001(x(2)=0{,}001),} dla {\displaystyle t=10{,}8{\text{ s}}} otrzymano {\displaystyle x=-1991(x(10{,}8)=-1991)} itd. Nie można jednak zmierzyć wartości {\displaystyle x} dla każdej wartości {\displaystyle t,} gdyż wartości {\displaystyle t} jest nieskończenie wiele.
Dlatego też zamiast funkcji określającej sygnał w sposób ciągły {\displaystyle (x(t)),} korzysta się z wartości dyskretnych: {\displaystyle x[n],} gdzie {\displaystyle n=0,1,2,3,\dots } Ich liczba w danym doświadczeniu jest skończona, przykładowo dla 3 s zapisu pewnego dźwięku, który w przyrodzie jest ciągły (gdyż występuje w dowolnej chwili czasu) można posiadać różne wartości {\displaystyle x} natężenia dźwięku dla {\displaystyle n} = 0 sekundy, {\displaystyle n} = 1 sekundy, {\displaystyle n} = 2 sekundy i {\displaystyle n} = 3 sekundy. Zapisuje się to jako {\displaystyle x[n]=[9,0,-9,-18],} skąd {\displaystyle x[0]=9,} {\displaystyle x[1]=0,} {\displaystyle x[2]=-9} i {\displaystyle x[3]=-18.}
Możliwe jest zatem wykonywanie stosownych, interesujących z perspektywy celu badań, operacji, jak dodawanie tych wartości itp.
Zapis {\displaystyle x[n]} (lub {\displaystyle x}) rozumie się po prostu jako sygnał.

### Interpretacja pojęcia systemu
System w tym wypadku należy rozumieć jako dowolną fizyczną całość, która fizycznie modyfikuje sygnał w pewien sposób. Przykładem takiego systemu może być filtr. Istotę systemu można przedstawić schematycznie:
{\displaystyle x[n]{\xrightarrow[{\text{system}}]{}}y[n],}
gdzie {\displaystyle y} to nowe, zmienione systemem, wartości pewnego zjawiska. W ogólnym wypadku, {\displaystyle x[n]} i {\displaystyle y[n]} to wektory, a system jest operatorem (czyli pewną macierzą).
Formalnie stosuje się jednak zapis z użyciem symboli:
{\displaystyle x[n]{\xrightarrow[{T\{\}}]{}}y[n]=T\{x[n]\},}
gdzie {\displaystyle T} oznacza system.

## Pojęcia opisujące system

### Liniowość systemu
Niech dany będzie sygnał postaci {\displaystyle ax_{1}+bx_{2},} gdzie {\displaystyle a} i {\displaystyle b} to pewne stałe wielkości (liczby, których może być więcej), wynikające przykładowo z charakteru przeprowadzanego doświadczenia, a {\displaystyle x_{1}} i {\displaystyle x_{2}} to pewne sygnały (których również może być więcej). Sygnał taki jest zatem sumą dwóch sygnałów o odpowiednich liczbowych współczynnikach.
System, zapisany jak powyżej, uznaje się za liniowy, jeżeli zmodyfikuje on sygnał typu {\displaystyle ax_{1}+bx_{2}} w następujący sposób:
{\displaystyle T\{ax_{1}+bx_{2}\}=aT\{x_{1}\}+bT\{x_{2}\},}
lub analogicznie. Powyższe przekształcenie stanowi definicję liniowości.

### Sekwencja jednostkowa
Na potrzeby dalszej analizy, zdefiniowano sekwencję jednostkową o symbolu δ[n], będącą sygnałem określonym w następujący sposób:
{\displaystyle \delta [n]={\begin{cases}1,{\text{ dla }}n=0\\0,{\text{ dla }}n\neq 0\end{cases}}.}
Jest to zatem sygnał, którego wszystkie elementy mają wartość 0, poza pierwszym. Innymi słowy δ[n] = [1, 0, 0, 0, 0, 0, 0,...].
Z powyższej definicji, sygnał δ[n – k] ma postać
{\displaystyle \delta [n-k]={\begin{cases}1,{\text{ dla }}n-k=0{\text{, czyli }}n=k\\0,{\text{ dla }}n-k\neq 0{\text{, czyli }}n\neq k\end{cases}}.}
Jest to zatem sygnał, którego wszystkie elementy mają wartość 0, poza {\displaystyle k}-tym ({\displaystyle k} jest liczbą całkowitą).
Można zauważyć, że za pomocą sekwencji jednostkowej można zapisać dowolny sygnał {\displaystyle x} jako pewną sumę sekwencji jednostkowych:
{\displaystyle x[n]=\sum _{k=0}^{N}x[k]\delta [n-k].}
gdzie {\displaystyle N} – liczba elementów sygnału. Przykładowo:
{\displaystyle x[n]=[9,0,-9,-18],}
{\displaystyle x[n]=9\cdot [1,0,0,0]+0\cdot [0,1,0,0]+(-9)\cdot [0,0,1,0]+(-18)\cdot [0,0,0,1],}
{\displaystyle x[n]=x[0]\cdot \delta [n-0]+x[1]\cdot \delta [n-1]+x[2]\cdot \delta [n-2]+x[3]\cdot \delta [n-3].}
Powyższe przekształcenia wynikają z własności wektorów.

## System LTI
Sygnał {\displaystyle x} opisany za pomocą sekwencji jednostkowej można zmodyfikować systemem, otrzymując inny sygnał {\displaystyle y,} będący odpowiedzią systemu:
{\displaystyle y[n]=T{\Big \{}x[n]{\Big \}}=T\left\{\sum _{k=0}^{N}x[k]\delta [n-k]\right\}.}
Jeżeli system jest liniowy, to
{\displaystyle T\left\{\sum _{k=0}^{N}x[k]\delta [n-k]\right\}=\sum _{k=0}^{N}x[k]T{\Big \{}\delta [n-k]{\Big \}}.}
Jeżeli system jest również niezmienniczy w czasie, czyli jego parametry są stale takie same, to odpowiedź systemu na sekwencję jednostkową również będzie wciąż taka sama, jako że sekwencja jednostkowa z definicji nie ulega zmianom. Fakt ten uwzględnia się w zapisie
{\displaystyle T\{\delta [n-k]\}=h[n-k].}
Stąd ostatecznie
{\displaystyle y[n]=\sum _{k=0}^{N}x[k]h[n-k].}
System liniowy i niezmienniczy w czasie nazwano systemem LTI (ang. linear time-invariant). Znając odpowiedź pewnego systemu, będącego systemem LTI, na sekwencję jednostkową (pik), można zatem obliczyć jego odpowiedź na dowolny inny, znany sygnał {\displaystyle x!}
Jednocześnie, powyższy zapis jest definicją splotu:
{\displaystyle y[n]=x[n]\star h[n].}